# Терраса (фильм, 1980)
«Терраса» (итал. La Terrazza) — кинофильм. Приз МКФ (Канн).

## Сюжет
Трагикомедия с сатирическими мотивами. Картина о потерянных иллюзиях поколения. Интеллектуалы собрались на террасе дома в Риме для бесцельного времяпрепровождения и разговоров. Они утратили все демократические идеалы своей юности, забыли о том, какую радость принесла свобода и избавление от фашистской диктатуры. Они потеряли многие надежды и мечты. В этой жизни их ждала только апатия, бесцельное существование, духовная смерть. Или преждевременный уход из жизни после инфаркта. Проводив в последний путь умершего «счастливчика», который нашёл покой в мире ином, они вновь соберутся на террасе. И всё будет продолжаться по-прежнему.

## В ролях
- Витторио Гассман — Марио
- Уго Тоньяцци — Амедео
- Жан-Луи Трентиньян — Энрико Д’Орси
- Марчелло Мастроянни — Луиджи
- Стефания Сандрелли — Джованна
- Карла Гравина — Карла
- Милена Вукотич — Эмануэла
- Серж Реджани — Серджо
- Мари Трентиньян — Изабелла
- Хелена Роне (фр.) — хозяйка террасы

## Награды
- Каннский кинофестиваль 1980 года:
  - Лауреат в номинации «Лучшая женская роль второго плана» (Карла Гравина)
  - Приз за лучший сценарий (Этторе Скола, Агенори Инроччи, Фурио Скарпелли)

- Серебряная лента за Лучший сценарий и Лучшую женскую роль второго плана (Стефания Сандрелли)